# Tettonica delle placche

Mappa delle placche tettoniche della Terra

La tettonica a placche o tettonica a zolle, è il modello di dinamica della Terra su cui concorda la maggior parte dei geologi, secondo i quali la litosfera è divisa in circa venti porzioni rigide, dette appunto zolle (o placche).

## Descrizione

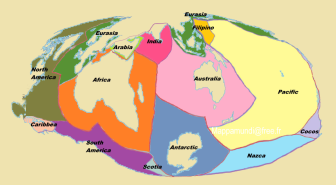
Le placche tettoniche terrestri

Questa teoria è in grado di spiegare, in maniera integrata con altre conclusioni interdisciplinari, fenomeni che interessano la crosta terrestre quali: attività sismica, orogenesi, la disposizione areale dei vulcani, le variazioni di chimismo delle rocce magmatiche, la formazione di strutture come le fosse oceaniche e gli archi vulcanici, la distribuzione geografica delle faune e flore fossili durante le ere geologiche e i motivi per cui le attività vulcaniche e sismiche sono concentrate su determinate zone.
La base da cui partire per la comprensione della tettonica è accettare che, in origine, il mantello fosse coperto da magma il quale incominciò a solidificarsi quando la roccia fluida raggiunse il livello di temperatura inferiore a quella di fusione a causa dell'assenza di sorgenti di calore capaci di mantenere le condizioni precedenti. E quindi due super continenti, che col progressivo raffreddamento e solidificazione del magma si sarebbero espansi ciascuno in direzione dell'Equatore, fino a unirsi/scontrarsi formando un super continente, fratturatosi poi a sua volta a causa della riduzione del volume del magma sottostante, sia per la solidificazione, sia per la sua fuoriuscita attraverso i punti più sottili della crosta, i vulcani.
Sulla base di studi geofisici e petrologici si è riconosciuto che la crosta terrestre, insieme con la parte più esterna del mantello superiore sottostante, forma la cosiddetta litosfera, un involucro caratterizzato da un comportamento fragile anche alla scala del tempo geologico, con uno spessore che va da 0 a 100 km per la litosfera oceanica raggiungendo un massimo di 200 km per quella continentale (in corrispondenza della orogenesi).
La litosfera è suddivisa in una decina di placche tettoniche (dette anche "zolle tettoniche") principali (di varia forma e dimensione) e più numerose altre micro placche; queste placche si possono paragonare a zattere che "galleggiano" (in equilibrio isostatico) sullo strato immediatamente sottostante del mantello superiore, l'astenosfera. Per effetto combinato delle elevate temperature, pressioni e dei lunghi tempi di applicazione degli sforzi l'astenosfera, pur essendo allo stato solido, ha un comportamento plastico, ovvero si comporta come un fluido a elevata viscosità, i cui movimenti sono significativi su scala geologica, ovvero per tempi dell'ordine dei milioni di anni. Le zolle tettoniche si possono muovere sopra l'astenosfera e collidere, scorrere l'una accanto all'altra o allontanarsi fra loro. Per tale motivo, nel corso della storia della terra, l'estensione e la forma di continenti ed oceani hanno subito importanti trasformazioni.
Le placche maggiori sono:
- Placca antartica
- Placca sudamericana
- Placca africana
- Placca indo-australiana (Placca indiana + Placca australiana)
- Placca pacifica
- Placca nordamericana
- Placca euroasiatica

Le placche minori principali sono:
- Placca di Nazca
- Placca di Cocos
- Placca caraibica
- Placca Scotia
- Placca Araba o Arabica
- Placca delle Filippine
- Placca Juan de Fuca
- Placca anatolica

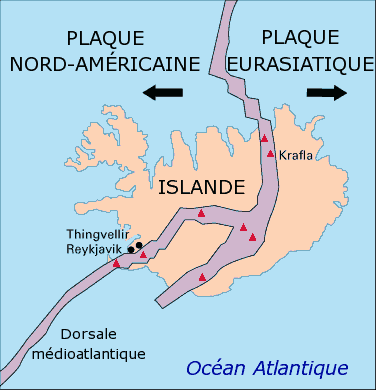
"Dorsale medio-atlantica" che attraversa l'Islanda

Fondamentale per il riconoscimento della teoria della tettonica a zolle e dei suoi meccanismi fu la scoperta dell'espansione dei fondali oceanici, confermata dallo studio delle anomalie magnetiche rilevate in prossimità della dorsale medio-atlantica. Tali anomalie risultano distribuite in fasce simmetriche, lungo i due lati delle dorsali oceaniche, e l'analisi della loro cronologia dimostra che l'età geologica dei basalti sul fondale oceanico aumenta, in ciascun lato, allontanandosi dalla cresta della dorsale.
Inoltre lo studio dei fenomeni sismici intorno al piano di Benioff, individuato dalla disposizione degli ipocentri dei terremoti e da altre osservazioni geologiche, apportò nuovi elementi per spiegare la dinamica delle placche.
I modelli basati sulla teoria della tettonica a zolle descrivono le interazioni che avvengono tra le zolle e le conseguenze macroscopiche di queste interazioni.
Si basano principalmente su quattro ipotesi di base:
1. nuova litosfera oceanica viene generata lungo le dorsali oceaniche, in maniera continuativa o episodica, a causa del processo di espansione dei fondali oceanici: si tratta di magma che si solidifica nelle porzioni di crosta terrestre lasciate vuote dall'allontanamento delle zolle interessate;
2. la crosta oceanica appena creata entra a far parte di una zolla rigida (e può includere anche continenti);
3. l'area totale della superficie terrestre rimane invariata nel tempo, ossia la lunghezza del raggio terrestre rimane costante, e pertanto ciò implica che le zolle venendo a contatto fra loro devono quindi essere consumate da qualche parte con la stessa velocità con cui vengono create;
4. le zolle litosferiche trasmettono lateralmente tutti gli sforzi a cui sono sottoposte (hanno appunto un comportamento rigido).

## I confini tra le placche
I margini di zolla sono di tre tipi:
1. Astenosfera;
2. Litosfera;
3. Punto caldo;
4. Crosta oceanica;
5. Placca in subduzione;
6. Crosta continentale;
7. Zona di rift continentale (Nuovo margine di placca);
8. Placca a margine convergente;
9. Placca a margine divergente;
10. Placca a margine trasforme;
11. Vulcano a scudo;
12. Dorsale oceanica;
13. Margine di placca convergente;
14. Strato vulcano;
15. Arco isola;
16. Placca;
17. Astenosfera;
18. Fossa

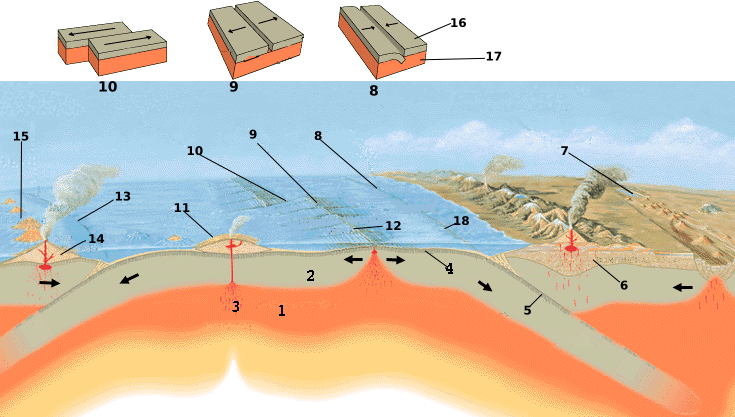
- Astenosfera;
- Litosfera;
- Punto caldo;
- Crosta oceanica;
- Placca in subduzione;
- Crosta continentale;
- Zona di rift continentale (Nuovo margine di placca);
- Placca a margine convergente;
- Placca a margine divergente;
- Placca a margine trasforme;
- Vulcano a scudo;
- Dorsale oceanica;
- Margine di placca convergente;
- Strato vulcano;
- Arco isola;
- Placca;
- Astenosfera;
- Fossa

Mappa tettonica del Mediterraneo

- Margini a scorrimento laterale ("conservativi'") lungo i quali la crosta non viene mai né creata né distrutta e le zolle scorrono lateralmente l'una rispetto all'altra. Essi sono rappresentati principalmente dalle faglie trascorrenti e dalle faglie trasformi (destrorse o sinistrorse a seconda del verso del movimento relativo).
- Margini divergenti (di accrescimento, "costruttivi"), lungo i quali le zolle si allontanano l'una dall'altra creando faglie normali o dirette e lo spazio creatosi viene occupato da nuova litosfera oceanica generata dalla risalita adiabatica di un diapiro (rocce plastiche e leggere che risalgono tra rocce più pesanti) di astenosfera calda che quindi fonde parzialmente (fusione per decompressione). Si ha quindi la creazione di una catena montuosa chiamata dorsale oceanica lunga decine di migliaia di chilometri e che percorre tutti gli oceani del globo in modo più o meno regolare. Un esempio lampante è dato dalla dorsale medio-atlantica che corre al centro dell'oceano Atlantico e che separa le zolle americane a ovest da quella euroasiatica e africana a est. Lungo la zona assiale delle dorsali si ha un'importante emissione di magmi basaltici (circa 25 km cubici all'anno) che vanno a formare la crosta oceanica.
Un margine divergente può essere presente anche su litosfera continentale generando quello che viene definito un rift in cui il movimento divergente non è compensato da formazione di nuova litosfera ma da assottigliamento e fratturazione di quella già esistente. Oltre al normale vulcanismo basico se ne associa in minor misura uno più acido a causa della fusione di alcune rocce costituenti la crosta continentale le quali sono investite dall'aumento del flusso termico che, a sua volta, è incrementato dalle continue intrusioni di magmi basaltici (generalmente molto caldi con temperature che possono arrivare a 1 200 °C; ricordiamo che il granito generalmente fonde a temperature che vanno dai 700 ai 900 °C) di natura simile a quelli che si formano lungo le dorsali. Un importante esempio è dato della "Rift Valley" in Africa orientale. Una volta che è stata completata la rottura della litosfera un rift evolve in una dorsale oceanica, come avviene nel caso del Mar Rosso.
- Margini convergenti o di subduzione, ("distruttivi") o sovrascorrimento lungo i quali le zolle si avvicinano l'una all'altra. In questa sede avvengono fenomeni diversi a seconda del tipo di zolle che entrano in collisione.

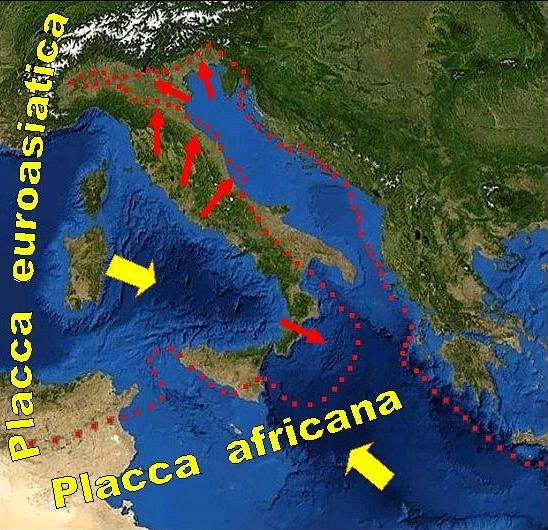
Dinamiche tettoniche nel bacino adriatico -
Il limite occidentale del bacino adriatico, si sposta attualmente di circa 40 mm all'anno verso est, sotto la spinta dalla placca euroasiatica, comportando un graduale restringimento del Mare Adriatico

Se a convergere sono una placca continentale e una oceanica, la seconda sottoscorre alla prima attraverso il cosiddetto fenomeno di subduzione e la litosfera oceanica viene trascinata in profondità nel mantello. In queste aree troviamo le fosse abissali e spesso sono presenti fenomeni di vulcanismo di natura andesitica, ovvero di composizione chimica intermedia (ricordiamo che le rocce magmatiche a una prima approssimazione vengono suddivise, in base al contenuto assoluto di ossido di silicio, in rocce acide, intermedie e basiche) i cui prodotti, evolvendo durante le fasi di accumulo e risalita, tendono a diventare sempre più ricchi di silice (più acidi, fino a granitici). Si viene così a creare in superficie un arco vulcanico sul continente. Tale vulcanismo ha origine dalla presenza di magma causata soprattutto dalla fusione parziale del cuneo di mantello "sopra-Benioff" (fusione per idratazione) e solo in minima parte dalla fusione del materiale sub-dotto. Un esempio di questo tipo è il margine orientale della placca di Nazca che slitta sotto quello occidentale della zolla sudamericana, dando origine alla lunghissima catena montuosa e vulcanica delle Ande (da cui prende il nome il vulcanismo andesitico). Una volta che è stato consumato tutto l'oceano si ha la collisione continentale con il conseguente innalzamento di un orogene. Se a convergere sono due litosfere oceaniche una delle due sottoscorre all'altra generando questa volta un arco vulcanico insulare.
Occorre ricordare che i fenomeni descritti non corrispondono a una catalogazione netta di tutti i margini tra le placche; si tratta invece di end-members, ovvero dei casi limite (o "puri"), in quanto nei casi naturali si riscontrano tutte le gamme di casi misti possibili; si possono avere per esempio limiti con movimenti transpressivi (trascorrenti e compressivi) poiché raramente il movimento delle placche è perfettamente parallelo (nel caso dei limiti trascorrenti) o perpendicolare (nel caso dei limiti convergenti e divergenti).

### Margini a scorrimento laterale (conservativi)

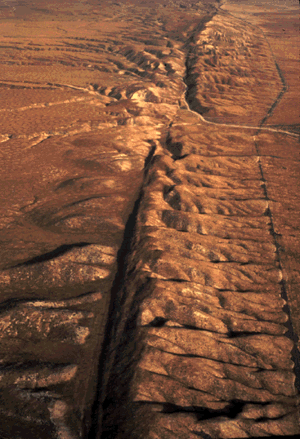
La faglia di Sant'Andrea

Esistono due tipi di margini con movimento laterale; entrambi possono essere caratterizzati da un movimento definito destro o sinistro. Per distinguerli occorre idealmente "mettere i piedi" su uno dei due blocchi coinvolti e vedere in che direzione va l'altro blocco.
Al primo tipo appartengono le faglie trascorrenti, il movimento destro o sinistro di una placca contro un'altra causa effetti facilmente visibili in superficie. A causa dell'attrito e del comportamento rigido le placche possono non scivolare in modo continuo l'una sull'altra, accumulando energia elastica sui margini di zolla che, quando viene superata la soglia di rottura delle rocce interessate dal fenomeno, viene rilasciata istantaneamente provocando così un terremoto di magnitudo variabile. Questo fenomeno è inquadrato nella "teoria del rimbalzo elastico". L'esempio più famoso di questo tipo di faglia è rappresentato dal complesso della nota "faglia di Sant'Andrea" (vedi figura), nella costa ovest del nord America, in California; in quest'area le placche del Pacifico e del nord America scorrono lateralmente fra di loro con un movimento transpressivo, in modo tale che la placca del Pacifico si sposti verso nord mentre l'altra verso sud.
Altri esempi di faglie trascorrenti sono quelli della "faglia alpina" in Nuova Zelanda e la faglia dell'Anatolia in Turchia.
Al secondo tipo appartengono le faglie trasformi; queste sono faglie particolari che segmentano la dorsale oceanica principale e generalmente si dispongono perpendicolarmente a essa (e quindi parallelamente alla direzione di espansione). La loro esistenza è legata a discontinuità ereditate dalla struttura della crosta continentale durante la fase di rottura, ma soprattutto dalla necessità di accomodare la variazione delle velocità lineari che si hanno a distanze diverse dall'asse intorno al quale ruota una placca rigida quando si muove lungo una superficie sferica (anche se ovviamente le velocità angolari rimangono le stesse).

### Margini divergenti (costruttivi)
Nel caso dei margini divergenti (esempio le dorsali oceaniche, morfologicamente descrivibili come lunghe spaccature a forma di "cresta"), le placche interessate si muovono allontanandosi a vicenda e lo spazio che viene a crearsi fra loro viene riempito da nuovo materiale effusivo proveniente dal mantello. Il materiale appena uscito solidifica, "fondendo" tra loro le due zolle interessate. Dato che le zolle sono in continuo movimento, superato il limite di rottura, l'energia elastica accumulata si libera, generando un terremoto. Però, in questo caso, i terremoti sono prodotti anche dalla risalita di magma proveniente dal mantello.

Margini divergenti (costruttivi)

I margini divergenti sono caratterizzati, nella "litosfera oceanica", da lunghissime dorsali mentre, per quanto riguarda la "litosfera continentale", sono caratterizzati da grandi vallate a forma di spaccatura, come la già menzionata "Rift-valley" in Africa orientale.
Lo spessore dei sedimenti aumenta allontanandosi dalle dorsali e i sedimenti che via via si depositano diventano più vecchi.
Poiché dalle dorsali fuoriesce nuovo materiale la crosta oceanica aumenta determinando il fenomeno dell'espansione dei fondali oceanici.

### Margini convergenti (distruttivi)
La natura dei margini convergenti dipende dal tipo di crosta delle placche collidenti.
Quando una placca oceanica molto densa e quindi parecchio pesante si scontra con una continentale meno densa, e quindi più leggera, quella oceanica solitamente scende in profondità, al di sotto di quella continentale. La conseguenza di questa collisione è una fossa oceanica dalla parte dell'oceano e una catena montuosa vulcanica sul versante continentale. Questo è ciò che avviene nell'area lungo la costa ovest del sud America ove la "Placca di Nazca" viene subdotta dalla placca del sud America. Il materiale subdotto viene notevolmente scaldato e, divenendo fluido tende a risalire in superficie formando dei vulcani oppure catene montuose vulcaniche.
Durante la discesa nel mantello, la temperatura della crosta sale progressivamente fino alla sua fusione e con separazione e migrazione delle sue componenti più volatili (tra cui in abbondanza l'acqua contenuta nei minerali e intrappolata nei sedimenti subdotti); queste componenti abbassano la temperatura di fusione delle rocce circostanti nelle immediate vicinanze generando un magma ricco di gas che sale rapidamente fino alla superficie, dando luogo a un vulcanismo di tipo "esplosivo", a causa dell'elevato contenuto di gas (come avvenne per esempio nell'eruzione del Monte St. Helens).
Il magma che risale in superficie genera spesso lunghe catene vulcaniche all'interno del continente, ma anche in prossimità all'oceano. La cordigliera delle Ande in Sudamerica è ricca di questo tipo di vulcani esplosivi. Diversi vulcani alternano periodi di quiete a eruzioni che incominciano con espulsione massiccia di gas. L'intero oceano Pacifico è attraversato da lunghe file di vulcani e isole vulcaniche note con l'appellativo di "Cintura di fuoco".
Quando due zolle continentali entrano in collisione, le stesse si comprimono fra loro oppure una delle due viene subdotta come nel caso precedente; in casi molto rari, una zolla sale sopra l'altra (obduzione). In ogni caso, durante questa collisione si formano catene montuose (ad es. la catena montuosa dell'Himalaya).
Quando due croste oceaniche convergono, in genere formano un arco insulare mentre una delle due viene subdotta sotto l'altra. L'arcipelago formatosi è costituito da isole vulcaniche che eruttano il magma proveniente dalla distruzione della crosta oceanica subdotta che, dopo la fusione nel mantello, risale attraverso la crosta oceanica sovrastante. Un esempio di questo genere di collisioni fra croste oceaniche può essere riscontrato osservando la conformazione del lunghissimo arco insulare compreso fra la Kamčatka (Russia) e l'Alaska.

Oceano / Continente
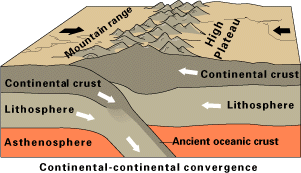
Continente / Continente
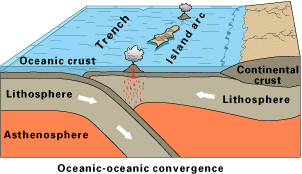
Oceano / Oceano

## Cause dei movimenti tettonici
Occorre comprendere perché le placche possono muoversi dando origine a tutti i fenomeni finora elencati. A tal proposito è importante ricordare che la terra emette continuamente calore, a riprova dell'esistenza di un nucleo interno molto caldo.
L'origine di questo flusso termico va ricercata nel fenomeno della radioattività; si presume che nel mantello e nel nucleo terrestre abbondino elementi radioattivi come l'uranio 238 e/o il torio 232 che decadono emettendo particelle la cui energia cinetica si tramuta in calore. Quindi dall'interno del pianeta si diparte il calore generato che si trasmette agli strati superiori per convezione.

### La cella convettiva
I movimenti tettonici traggono energia da "moti convettivi" che avvengono al di sotto della litosfera, nel mantello terrestre.
Le rocce fluide che costituiscono il mantello sono continuamente rimescolate da correnti convettive, come quelle che si formano portando a ebollizione una pentola d'acqua; le rocce fluide e calde che costituiscono il magma, tendono a salire in superficie, quelle più dense e fredde della crosta sprofondano nell'astenosfera dove le alte temperature le fondono trasformandole in magma; questo tende poi a risalire in superficie.
Il processo ciclico appena descritto è un esempio di processo convettivo. Il magma che risale in superficie produce nuova litosfera, lungo i margini delle zolle, formando quindi nuova crosta terrestre. Il movimento circolare di queste celle convettive innesca in superficie i movimenti tettonici, generando un margine divergente quando due masse si allontanano fra loro e un margine convergente quando si avvicinano fronteggiandosi.
La roccia che costituisce il mantello, pur comportandosi come un fluido, di fatto è solida: nonostante le temperature siano altissime, la pressione mantiene solida la roccia. Per quanto il mantello superiore sia molto fluido e plastico, i fenomeni di magmatismo sono soltanto superficiali: la calda roccia astenosferica risale in quei punti in cui vi è un calo di pressione - per esempio le dorsali- e quindi la roccia si fluidifica e dà luogo al vulcanismo e a fenomeni associati. L'idea delle placche "galleggianti" su un oceano di magma presente, talvolta usata per divulgazione popolare semplicistica non è corretta.
Alcuni geofisici preferiscono considerare la struttura delle celle a due livelli, uno per il mantello superiore e uno per il mantello inferiore. Le celle del mantello inferiore, operanti in condizioni di maggior densità, si muovono più lentamente, trasmettendo direttamente il calore che permette il movimento delle celle convettive superiori, le quali provocano i movimenti tettonici.
Sebbene i due modelli siano ancora oggetto di dibattito, si tende a considerarli come integranti tra loro: infatti, sebbene il moto convettivo possa essere considerato a due livelli, si pensa che alcune masse rocciose passino dall'uno all'altro. In ogni caso, il modello più probabile è quello con un'unica cella sia per il mantello superiore sia inferiore: infatti i freddi lembi di litosfera oceanica subdotta presso le fosse fanno sentire i loro effetti ben oltre la discontinuità fra mantello superiore e inferiore.

### I pennacchi e i punti caldi
Sulla crosta terrestre si hanno aree soggette a magmatismo intraplacca, cioè è possibile che vi sia attività vulcanica anche al di fuori dei limiti tra le placche. Il caso più comune è rappresentato dai "punti caldi" (in inglese Hotsposts), ad esempio nell'arcipelago delle Hawaii, che sono generati da una risalita di materiale fuso dal mantello, che prende nome di "pennacchio" (in inglese Mantle plume). Non è ancora chiara la profondità della sorgente: alcuni ricercatori sostengono una provenienza profonda direttamente dalla superficie nel nucleo esterno (Discontinuità di Gutenberg, circa 2900 km di profondità); altri sostengono invece un'origine più superficiale, dal limite con il mantello inferiore (discontinuità a 670 km di profondità), o dal mantello superiore, nell'astenosfera (100–200 km). I pennacchi si manifestano sulla crosta terrestre nei punti caldi che risultano essere indipendenti dal movimento tettonico e relativamente fissi.

### L'effetto "slab pull"

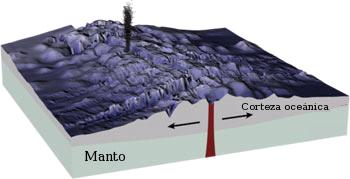
Dettagli sull'effetto slab pull

Uno dei motori proposti per spiegare la tettonica delle placche è il cosiddetto effetto "slab pull" che ha luogo quando la placca inferiore entra nel mantello e per la sua minore temperatura si presume che sia più pesante dell'astenosfera in cui penetra, generando un'ipotetica forza trattiva verso il basso. Vi sono varie prove scientifiche che questa forza da sola, se esiste, non sia in grado di muovere le placche. Ad esempio il tiro necessario a muovere verso il basso dello slab pull è maggiore di quanto la litosfera sia in grado di sostenere a trazione, il che significa che lo slab dovrebbe rompere la litosfera che trascina.
Il modello dello slab pull parte dall'assunto, molto speculativo, che la composizione del mantello superiore sia omogenea, e che la pressione e temperatura determinino solamente delle transizioni di fase. Lo slab, essendo più freddo, tenderebbe a scendere verso il basso. Tuttavia non c'è prova di questa omogeneità chimica anche perché in superficie arriva solo magmatismo che viene alimentato dall'astenosfera (100–200 km), e non abbiamo evidenze certe della composizione mantellica fino a 670 km. Inoltre la pendenza degli slab non ha relazione con l'età della litosfera, dove più è vecchia e più è spessa e fredda, quindi in teoria più densa.

## Il ciclo di Wilson

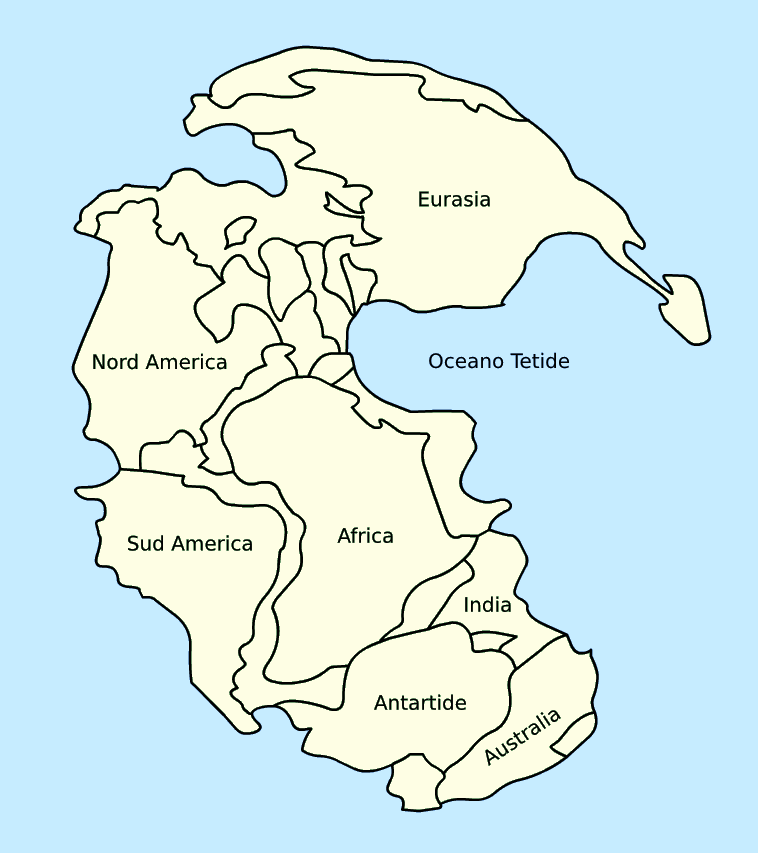
Il supercontinente denominato Pangea, risalente a 250 milioni di anni fa

Fosse e dorsali non sono strutture stabili; c'è una continua evoluzione che si spiega nella seguente maniera. Una fossa può essere sostituita e distrutta da un'altra, mentre la risalita del magma attraverso una dorsale può arrestarsi e condurla all'arresto completo. Una nuova dorsale può nascere nel bel mezzo di un continente oppure in un mare di piccole dimensioni: quando grandi masse di materiale caldo in risalita giungono in prossimità della litosfera, la stessa può fratturarsi dando origine a un embrione di dorsale, ad esempio la già citata Rift Valley (in Africa), testimoniata da una lunga spaccatura con i bordi molto scoscesi e strutturati a "gradinate".

Animazione della tettonica terrestre

In seguito la lava incomincia a fuoriuscire formando nuova crosta oceanica, mentre i margini dei due nuovi continenti si allontanano fra loro. Le acque invadono rapidamente la depressione: questo è il cosiddetto stadio giovanile di un oceano.

In ultimo vi è lo stadio di maturità: lungo i margini dell'ormai ampio bacino oceanico si accumulano i detriti che vanno a formare la scarpata oceanica, confine fra crosta oceanica e crosta continentale. Il processo si può anche invertire: i continenti possono riavvicinarsi e, scontrandosi, dar luogo al fenomeno dell'orogenesi.
Questo fenomeno è noto come "ciclo di Wilson", grazie a cui si è potuti risalire ad antiche disposizioni continentali, come i supercontinenti Pangea (250 milioni di anni fa) e Rodinia (750 milioni di anni fa). Secondo questa teoria ci sarebbe la ciclica formazione di un supercontinente che poi tende a smembrarsi e ricomporsi in seguito, in un lasso di tempo stimato in circa 500 milioni di anni.

## L'orogenesi

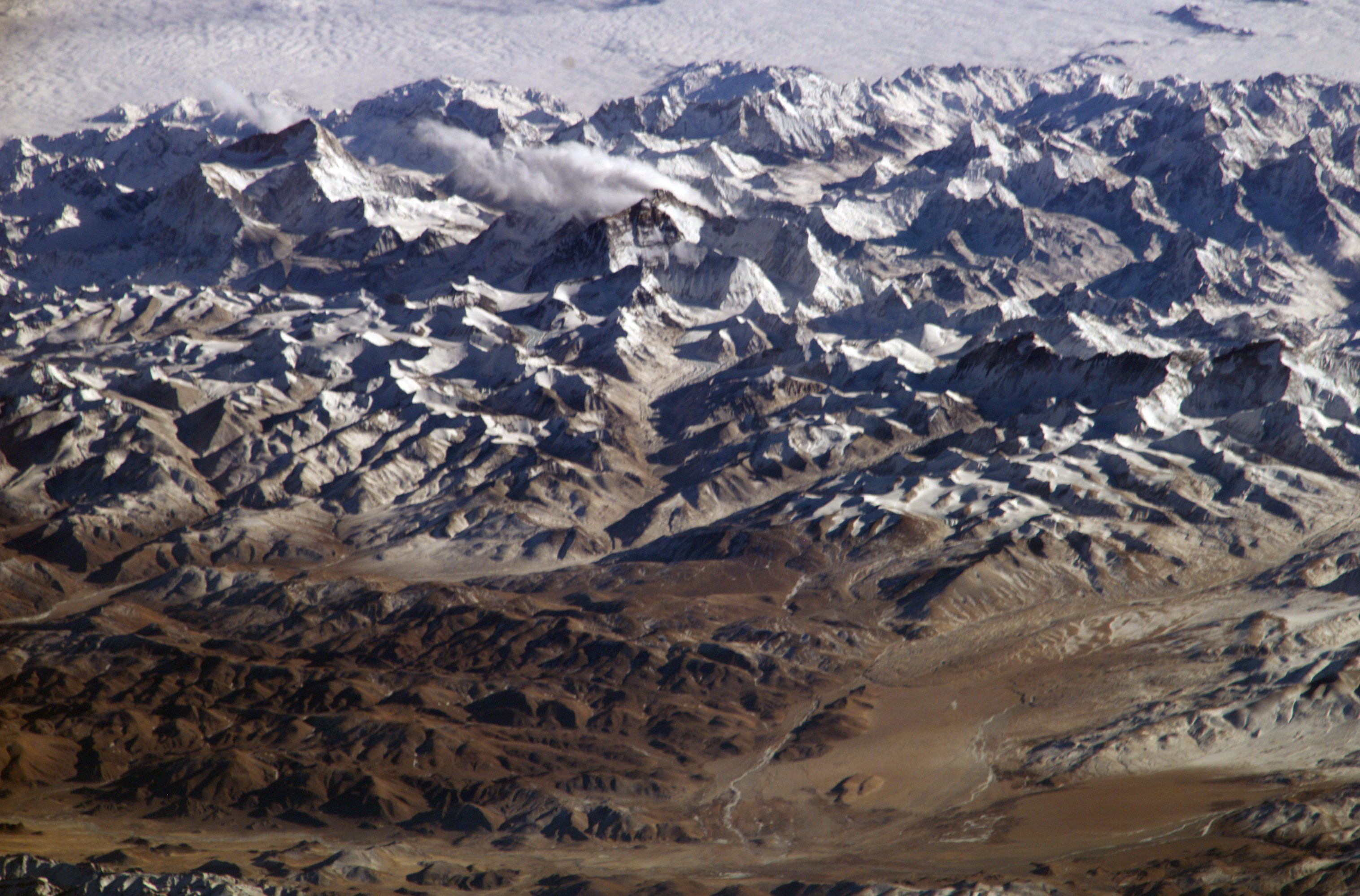
Catena montuosa dell'Himalaya

Per orogenesi s'intende la creazione di nuova litosfera oceanica che non è compensata solo dalla sua distruzione nelle zone di subduzione.
Quando l'oceano coinvolto è stato completamente consumato è possibile arrivare a un'interazione continente-continente chiamata collisione continentale che porta al processo di orogenesi, ossia alla creazione di una catena montuosa.
La cordigliera, associata all'arco vulcanico, che sorge parallelamente alla fossa oceanica (il più importante caso naturale è rappresentato dalle Ande) è un bell'esempio di come il processo di orogenesi può avere inizio già prima della collisione continentale.
Una volta che questa è avvenuta, non essendoci sufficienti differenze di densità fra i due tipi di litosfere coinvolte e dato che entrambe sono troppo leggere per essere trascinate in profondità nel mantello, si ha che il moto convergente viene compensato prevalentemente da un ispessimento crostale che si manifesta in superficie con la formazione di una catena montuosa.
La placca che conteneva l'oceano comunque, per forza di cose, tenderà a scorrere sotto a quell'altra (contribuendo ampiamente all'ispessimento crostale). Inoltre se è pur vero che la litosfera continentale non può essere trascinata in profondità nel mantello in modo così massiccio come avviene per quella oceanica, è anche vero che porzioni di rocce crostali, attraverso vari processi tettonici possono essere trascinate ad alte profondità. Ormai da tempo è assodato il fatto che anche porzioni di crosta continentale possono subdurre (come, ad esempio, i graniti eclogitici del monte Mucrone).
L'oceano viene quindi quasi completamente trascinato in profondità nel mantello e di esso rimangono soltanto dei "relitti" sotto forma di porzioni di crosta oceanica (più o meno deformate) intrappolate nella catena montuosa (sono chiamate ofioliti e il processo che le "mette in posto" è chiamato obduzione), associate a successioni sedimentarie marine.
L'esempio più noto di questo tipo di orogenesi è la formazione della catena montuosa dell'Himalaya, che si è generata grazie alla spinta esercitata dal subcontinente indiano sul continente eurasiatico.
Si può pertanto comprendere per quale motivo rocce tipiche dei fondali marini sono riscontrabili anche in alta quota. Il fenomeno è ancor più evidente quando vengono reperiti, in zone montuose, fossili di esseri viventi, anche estinti, che provengono da antichi fondali marini oramai scomparsi.